# Brimin Kipruto
Pour les articles homonymes, voir Kiprop.
Brimin Kiprop Kipruto (né le 31 juillet 1985 à Korkitony dans le District de Keiyo) est un athlète kényan spécialiste du 3 000 mètres steeple.
Kipruto règne sur le 3 000 mètres steeple mondial en 2007 et 2008, conquérant le titre mondial en 2007 et le titre olympique en 2008. Parmi ses autres résultats majeurs figurent ses deux médailles d’argent derrière son compatriote et aîné Ezekiel Kemboi aux JO de 2004 et aux championnats du monde 2011.

## Carrière
Sélectionné en 2001 à l'âge de quinze ans pour disputer les Championnats du monde jeunesse, compétition mettant aux prises les meilleurs athlètes de moins de dix-sept ans, Brimin Kipruto se classe deuxième du 2 000 m steeple derrière son compatriote David Kirwa. Deuxième des Championnats d'Afrique juniors en 2003, il monte sur la troisième marche du podium des Championnats du monde juniors dans l'épreuve du 1 500 mètres. Kipruto se distingue lors des Championnats du Kenya en remportant le titre junior et en prenant la deuxième place du 3 000 m steeple sénior, obtenant ainsi son billet pour les Jeux olympiques. À Athènes, le Kényan obtient son premier podium international sénior en se classant deuxième de la finale du steeple avec le temps de 8 min 06 s 11, derrière son compatriote Ezekiel Kemboi.
En 2005, Brimin Kipruto monte sur la troisième marche du podium des Championnats du monde d'Helsinki derrière le Qatari Saif Saaeed Shaheen et Ezekiel Kemboi. Il améliore son record personnel et signe la troisième meilleure performance mondiale de l'année en 8 min 04 s 22 à l'occasion du meeting Golden Gala de Rome, puis termine troisième de la Finale mondiale de l'IAAF de Monaco. Deuxième des Championnats nationaux de 2007 derrière Kemboi, Kipruto prend le dessus sur son compatriote lors des Championnats du monde d'Osaka où il remporte son premier titre mondial dans le temps de 8 min 13 s 82. Le 14 septembre 2007 à Bruxelles, le Kényan signe son meilleur temps sur la distance en réalisant 8 min 02 s 89, deuxième meilleure performance mondiale de l'année derrière les 7 min 58 s 80 de Paul Kipsiele Koech.
Il confirme son rang dès l'année suivante en s'adjugeant le titre des Jeux olympiques de Pékin en 8 min 10 s 34, devançant au sprint le Français Mahiedine Mekhissi et son compatriote Richard Mateelong. Favori des Mondiaux de Berlin en 2009, il est lâché au train et ne termine que 7e de la course. 
En juillet 2011, Brimin Kipruto établit un nouveau record d'Afrique du 3 000 m steeple en remportant le meeting Herculis de Monaco dans le temps de 7 min 53 s 64. Il échoue à un centième de seconde du record du monde du Qatari et ancien Kényan Saif Saaeed Shaheen, établi lors de la saison 2004. Le 1er septembre, aux Mondiaux d'athlétisme de Daegu, il termine deuxième du 3 000 m steeple derrière Ezekiel Kemboi. Cependant, le Français Mahiedine Mekhissi portera réclamation : sur la dernière ligne droite, Kipruto se retourne et coupe la route du Français qui le rattrapait. La reclamation sera rejetée et Kipruto gardera sa seconde place, Mekhissi restant 3e, à 4 centièmes derrière lui.
5e de la finale olympique à Londres en 2012, il décroche une nouvelle médaille de bronze aux championnats du monde de Pékin en 2015 derrière ses compatriotes Ezekiel Kemboi et Conseslus Kipruto. Il s'agit de sa quatrième mondiale planétaire et de sa deuxième en bronze, dix ans après la première. 

## Palmarès
| Date | Compétition                    | Lieu             | Place | Épreuve     |
| ---- | ------------------------------ | ---------------- | ----- | ----------- |
| 2001 | Championnats du monde jeunesse | Debrecen         | 2e    | 2 000 m st. |
| 2003 | Championnats d'Afrique juniors | Garoua           | 2e    | 3 000 m st. |
| 2004 | Championnats du monde juniors  | Grosseto         | 3e    | 1 500 m     |
| 2004 | Jeux olympiques                | Athènes          | 2e    | 3 000 m st. |
| 2004 | Finale mondiale                | Monaco           | 6e    | 3 000 m st. |
| 2005 | Championnats du monde          | Helsinki         | 3e    | 3 000 m st. |
| 2005 | Finale mondiale                | Monaco           | 3e    | 3 000 m st. |
| 2006 | Finale mondiale                | Stuttgart        | 6e    | 3 000 m st. |
| 2007 | Championnats du monde          | Osaka            | 1er   | 3 000 m st. |
| 2007 | Finale mondiale                | Stuttgart        | 3e    | 3 000 m st. |
| 2008 | Jeux olympiques                | Pékin            | 1er   | 3 000 m st. |
| 2008 | Finale mondiale                | Stuttgart        | 9e    | 3 000 m st. |
| 2009 | Championnats du monde          | Berlin           | 7e    | 3 000 m st. |
| 2009 | Finale mondiale                | Thessalonique    | 6e    | 3 000 m st. |
| 2010 | Jeux du Commonwealth           | New Delhi        | 3e    | 3 000 m st. |
| 2011 | Championnats du monde          | Daegu            | 2e    | 3 000 m st. |
| 2012 | Jeux olympiques                | Londres          | 5e    | 3 000 m st. |
| 2014 | Ligue de diamant               | Ligue de diamant | 2e    | 3 000 m st. |
| 2015 | Championnats du monde          | Pékin            | 3e    | 3 000 m st. |
| 2016 | Jeux olympiques                | Rio de Janeiro   | 6e    | 3 000 m st. |
| 2016 | Ligue de diamant               | Ligue de diamant | 7e    | 3 000 m st. |

## Records
| Épreuve         | Performance   | Lieu      | Date            |
| --------------- | ------------- | --------- | --------------- |
| 1 500 m         | 3 min 35 s 23 | Stockholm | 25 juillet 2006 |
| 3 000 m         | 7 min 47 s 33 | Doha      | 12 mai 2006     |
| 2 000 m steeple | 5 min 36 s 81 | Debrecen  | 15 juillet 2001 |
| 3 000 m steeple | 7 min 53 s 64 | Monaco    | 22 juillet 2011 |